# 圣萨尔沃新城
圣萨尔沃新城（法語：Villeneuve-Saint-Salves，法語發音：[vilnœv sɛ̃ salv]）是法国勃艮第-弗朗什-孔泰大区约讷省的一个市镇，属于欧塞尔区。

## 地理
圣萨尔沃新城（47°51'17"N, 3°39'3"E）面积7.04 平方千米，位于法国勃艮第-弗朗什-孔泰大區约讷省，该省份为法国中北部内陆省份，西接卢瓦雷省，西北接塞纳-马恩省，南至涅夫勒省，东临科多尔省，东北与奥布省接壤。
与圣萨尔沃新城接壤的市镇（或旧市镇、城区）包括：埃里、欧塞尔、布莱尼勒卡罗、莫内托、蒙蒂尼拉雷勒、沃努瓦。

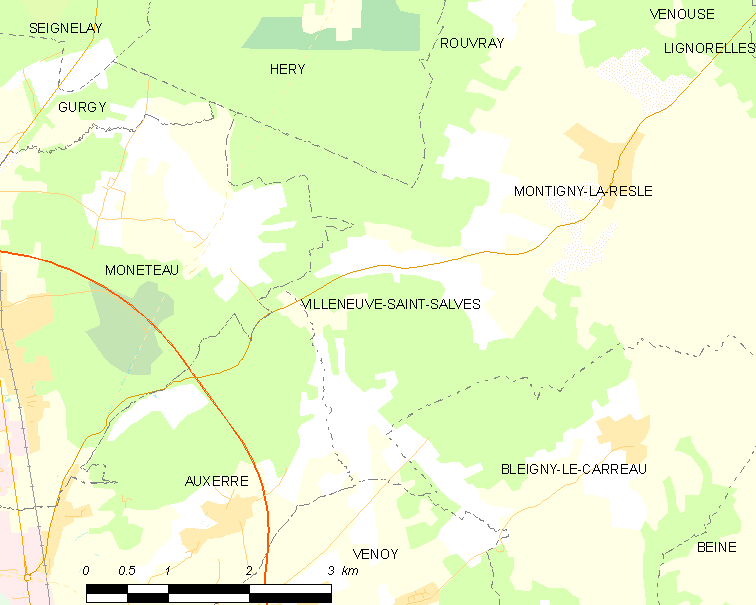
圣萨尔沃新城的OSM定位图

圣萨尔沃新城的时区为UTC+01:00、UTC+02:00（夏令时）。

## 行政
圣萨尔沃新城的邮政编码为89230，INSEE市镇编码为89463。

## 政治
圣萨尔沃新城所属的省级选区为沙布利县。

## 人口

1962-2008年间圣萨尔沃新城人口变化图示

圣萨尔沃新城于2022年1月1日时的人口数量为257人。